# Воча
Воча — река в России, протекает по Костромской области. Устье реки находится в 274 км по левому берегу реки Кострома от её устья. Длина реки составляет 72,9 км, площадь водосборного бассейна — 1360 км².
Крупнейшие притоки: Точма (26,9 км), Янда (12,9 км), Вёкса (8,9 км) и Солда (5,4 км) — все впадают по левому берегу.
Государственный водный реестр, наоборот, рассматривает Вочу как приток Вёксы. Длина Вочи от истока до впадения Вёксы составляет 64 км, площадь водосборного бассейна — 576 км².

## Данные водного реестра
По данным государственного водного реестра России относится к Верхневолжскому бассейновому округу, водохозяйственный участок реки — Кострома от истока до водомерного поста у деревни Исады, речной подбассейн реки — Волга ниже Рыбинского водохранилища до впадения Оки. Речной бассейн реки — (Верхняя) Волга до Куйбышевского водохранилища (без бассейна Оки).
Код объекта в государственном водном реестре — 08010300112110000011796.